# Григорян, Вячеслав Вадимович
Вячесла́в Вади́мович Григоря́н (род. 23 апреля 1999, Москва, Россия) — российский футболист, вратарь.

## Карьера

### Клубная
Воспитанник клуба «Строгино», цвета которого защищал в 2016—2018 годах. В январе 2019 года перешёл в «Химки», где выступал за фарм-клуб. Во второй половине года находился в аренде в московском «Арарате». В феврале 2020 года пополнил ряды ростовского СКА. Летом 2022 года подписал контракт с клубом армянской Премьер-Лиги «Лернаин Арцах». Дебютировал в элитном дивизионе 29 июля в матче против «Вана» (0:1). В августе 2023 года перешёл в «Сахалинец». В 2024 году защищал цвета петербургского «Динамо».

### В сборной
В августе 2017 года в составе студенческой сборной России принимал участие на летней Универсиаде в китайском Тайбэе. В первом матче турнира против бразильцев он появился на поле на 81-й минуте после удаления основного голкипера Валерия Полякова. Григорян пропустил гол, но россияне смогли вырвать победу — 3:2. В следующем поединке против Италии (3:0) вратарь отыграл на ноль.
В 2018 году выступал за юношескую сборную России (до 20 лет). В ее составе становился серебряным призером турниров COTIF-2018 и «Переправа-2019».

## Достижения
- Серебряный призёр Второй лиги (2): 2021/22 (1-я группа), 2023 (3-я группа)